# Initial D Extra Stage
Initial D Extra Stage (яп. 頭文字（イニシャル）D Extra Stage Инисяру Ди: Экстра Стэйдж) — OVA-спин-офф сериала Initial D, вышедший в Японии в конце февраля 2000 года.

## Сюжет
Действие происходит параллельно сюжету второй и третьей стадий и переносится со склонов горы Акина в горный проход Усуи, фокусируясь на женской команде «Impact Blue».

### Первая серия
Мако Сато переживает расставание с Коитиро Икэтани (20 серия первой стадии — Икэтани опоздал на встречу и Мако уехала). Она думает, не совершила ли она ошибку. Её подруга и штурман Саюки говорит, что могло и произойти недопонимание, но уговаривает её забыть об этом.
В это время к ним приезжают гонщики команды «Night Kids» Такэси Накадзато и Синго Сёдзи, проигравшие недавно дуэль команде «Emperor». Они предупреждают девушек о том, что они могут оказаться следующими. Синго и Саюки давно знакомы и пытаются параллельно возобновить свои отношения. Однако пренебрежительное отношение Синго к Мако (как к гонщице) заставляет её и Саюки сильно разозлиться и приготовиться к возможному вызову — Мако заслужила титул лучшего гонщика прохода и не намерена его уступать каким-то приезжим.
Через некоторое время в проход Усуи прибывают скауты «Императоров». Девушки прибывают на место встречи. Скауты, видя что лучший гонщик прохода — девушка, насмехаются над ней и говорят, что и сами, без помощи лидеров команды (Кёйти Судо и Сэйдзи Иваки), справятся с ними. Однако гонка по правилам Мако (преследование с правилом «с глаз долой — из гонки вон») расставляет всё на свои места — скауты не вписываются в поворот и упускают девушек. Расстроенные поражением и нарушившие приказ Кёйти, они решают не говорить об этом проходе и о своём поражении капитану.
На другой день после гонки Мако сказала, что она в тот день выкинула всё из головы, кроме гонки и того, чему она научилась в гонке с Такуми. В том числе и метания по поводу Икэтани. И она наконец решила забыть о нём. В подтверждение тому она прокричала, что он ей не нужен, адресовав послание самому Икэтани. В это время в городе Акина Икэтани чихнул.

### Вторая серия
После гонки с «Императорами» прошло несколько месяцев. Наступила зима. Мако и Саюки отправились на лыжный курорт, где встретли Такэси и Синго. Мако и Такэси начали встречаться. Но после нескольких недель, когда Такэси объявил, что он решил покинуть гонки и предложил Мако сделать так же, ради её же безопасности, Мако устроила ему гонку по заснеженному проходу, чем показла, что для неё важны гонки. На этом Мако и Такэси расстались. Мако начала вновь думать об Икэтани.
Тем временем братья Кэйсукэ и Рёсукэ Такахаси начали подготовку к новому гоночному сезону, в котором должна была громко заявить о себе новая команда «Project D» (Рёсукэ — капитан, Кэйсукэ — специалист по подъёму, Такуми — специалист по спуску).
В конце фильма машина Мако во время поездки по проходу Усуи пересеклась с машиной, похожей на машину Такуми.

## В ролях

### Основные
- Митико Нэяen:Michiko Neya — Мако Сато, гонщица команды «Impact Blue», водит Nissan Sil-Eighty.
- Юми Какадзуen:Yumi Kakazu — Саюки, штурман команды «Impact Blue», помогает Мако с ориентированием на местности.
- Нобуюки Хияма — Такэси Накадзато, капитан команды «Night Kids», встречался с Мако во второй серии.
- Кэйдзи Фудзивараen:Keiji Fujiwara — Синго Сёдзи, второй гонщик команды «Night Kids», давний друг Саюки.

### Эпизодические
- Такэхито Коясу — Рёсукэ Такахаси, капитан команд «RedSuns» и «Project D», стратег и тактик, практически непобедим, как гонщик.
- Томокадзу Сэки — Кэйсукэ Такахаси, второй пилот команд «RedSuns» и «Project D», слегка заносчив, но уважает решения своего старшего брата. По мнению брата, один из тех двух, кто может его обогнать (другой — Такуми Фудзивара).
- Кадзуки Яоen:Kazuki Yao — Коитиро Икэтани, капитан команды «Speed Stars», встречался с Мако в первой стадии, но опоздал на свидание и испортил с ней отношения.
- Мицуо Ивата — Ицуки Такэути, гонщик команды «Speed Stars», друг Такуми, работает с Икэтани на заправочно-ремонтной станции.
- Томомити Нисимураen:Tomomichi Nishimura — Юити Татибана, начальник Коитиро Икэтани и Ицуки Такэути, в прошлом бывалый гоночный механик.

## Отзывы и критика
| Зрительский рейтинг   | Зрительский рейтинг   | Зрительский рейтинг   |
| (на 5 января 2014 г.) | (на 5 января 2014 г.) | (на 5 января 2014 г.) |
| --------------------- | --------------------- | --------------------- |
| Сайт                  | Оценка                | Голосов               |
| AniDB                 | · ссылка              | 1269                  |
| Anime News Network    | · ссылка              | 447                   |

OVA Initial D Extra Stage удостоилась различных мнений.
По словам рецензента Anime News Network, это «увлекательный сериал, которым будет наслаждаться любой автолюбитель. И даже если вы не увлекаетесь автомобилями, в аниме достаточно интересных моментов и увлекательных характеров, которые будут удерживать вас у экрана». В то же время в других рецензиях звучали менее восторженные отзывы. Больше всего негативных отзывов вызывает прорисовка. В течение просмотра вы можете увидеть восьмиугольники в прорисованных компьютером машинах, дорогах, дорожном ограждении… практически везде, где есть 3D. Дорожные линии перемещаются рывками, даже рули имеют неправильные формы и странные соединения. Сама анимация слишком дерганая и очевидно, что физический движок нуждается в серьезной доработке. Но нарекания вызывает не только рисовка автомобилей, не меньше плохих комментариев получила рисовка персонажей. Она напоминает шаткую версию GTO.
Один из рецензентов anidb.net считает, что «музыка в аниме превосходна, и это главная вещь, которая делает гонки такими волнующими».
Если взглянуть на рейтинги аниме, то можно увидеть, что русскому зрителю оно больше пришлось по душе, нежели западному. Как отмечает рецензент журнала animemagazine, «Initial D» — сериал, близкий русскому человеку по духу и красоте гонок, и советует смотреть его всем любителям быстрой езды.
В целом данный тайтл франшизы был воспринят критиками и публикой сдержано и получил оценки примерно на том же уровне, что и первые части.